# Древесный образ жизни
Древесный образ жизни — образ жизни животных, характеризующийся постоянным или периодическим обитанием на деревьях: в древесной кроне, на ветвях. Существуют виды животных, постоянно обитающие на деревьях и никогда или очень редко спускающиеся на землю, а есть виды, взбирающиеся на деревья, например, в случае опасности или в поисках пищи. Большинство позвоночных животных, ведущих древесный образ жизни, в ходе эволюции тем или иным образом приспособились к передвижению по деревьям, а некоторые приобрели для этого специальные приспособления, например, цепкий хвост или подобия присосок на пальцах, позволяющие им передвигаться не только по стволам и ветвям, но и по листьям деревьев и кустарников. Ряд видов из разных групп для ускорения перемещения между деревьями приспособились к планирующему полёту. Именно обитание среди древесных крон, в трехмерной среде, как полагают ученые, привело к появлению у приматов бинокулярного зрения, помогающего лучше оценить расстояние при прыжках с ветки на ветку, а питание плодами деревьев, меняющими свой цвет по мере созревания, способствовало развитию у приматов цветного зрения. Ведущим древесный образ жизни беспозвоночным животным, как правило, не требуются какие-либо дополнительные приспособительные адаптации для передвижения по деревьям ввиду их малых размеров и массы, некоторые их них приобрели характерные для древесной среды защитную окраску и форму тела для лучшей маскировки от хищников.

## Передвижение по деревьям
Древесная среда обитания создает многочисленные механические проблемы для животных, которые перемещаются в ней: необходимость передвижения по тонким ветвям, передвижение вверх и вниз, балансировка, преодоление пространств между деревьями и различных препятствий. Разные виды животных в ходе эволюции приспособились к решению этих задач разными способами, при этом у них развились различные анатомические, поведенческие и экологические приспособления.

### Тонкие ветви
Необходимость передвижения по узкой поверхности, например, по тонкой ветви дерева, может представлять особую трудность для животных, которые не приспособлены к балансировке при перемещении по субстратам малого диаметра. При передвижении по земле расположение центра массы тела может изменяться, колебаться из стороны в сторону. Однако во время передвижения по ветвям деревьев это приведет к тому, что центр массы сместится за край ветки, что повлечет за собой опасность опрокидывания и падения. Некоторым древесным животным приходится не только передвигаться по ветвям разного диаметра, но и питаться на этих ветвях, что приводит к необходимости сохранять равновесие, используя передние конечности для питания. Это привело к развитию разных типов захвата ветвей, таких как педальное хватание (англ. pedal grasping), для закрепления на небольших ветвях для лучшего равновесия.

### Наклон
Ветви деревьев часто ориентированы под разными углами к силе тяжести, вплоть до вертикального расположения, что создает особые трудности для древолазающих животных. Когда животное движется вверх по наклонной ветке, оно должно бороться с силой тяжести, чтобы поднять свое тело, что затрудняет движение. Чтобы преодолеть эту сложность, многим животным приходится хвататься за опору всеми четырьмя конечностями и увеличивать частоту своих шагов. Когда животное спускается, оно также должно бороться с силой тяжести, чтобы контролировать свой спуск и предотвратить падение. Спуск может быть особенно проблематичным для многих животных, и виды, обитающие на высоких ярусах деревьев, часто имеют специализированные способы контроля над спуском. Один из способов, которым животные предотвращают падение при спуске, — увеличение количества контактов своих конечностей с субстратом, чтобы увеличить трение и силу торможения.

### Равновесие
Из-за высоты многих ветвей и потенциально катастрофических последствий падения, равновесие имеет первостепенное значение для древесных животных. На горизонтальных и пологих ветвях основной проблемой является опрокидывание набок из-за узкого основания опоры. Чем уже ветвь, тем сложнее животному сохранять равновесие. На крутых и вертикальных ветвях опрокидывание становится менее серьёзной проблемой, зато возникает опасность наклона назад или соскальзывания вниз. В этом случае ветви большого диаметра представляют большую проблему, поскольку животное не может расположить свои передние конечности ближе к центру ветви, чем задние.

### Преодоление промежутков
Большинству древесных животных необходимо постоянно или периодически перемещаться с дерева на дерево в поисках пищи или укрытия. Чтобы иметь возможность перемещаться с дерева на дерево, некоторые животные выработали различные приспособления. В некоторых местах деревья располагаются настолько близко между собой, что промежутки между ними животные могут просто перепрыгивать или преодолевать, например, с помощью брахиации. В других же местах деревья расположены гораздо дальше одно от другого и животным необходимо иметь определённые приспособления, чтобы совершать прыжки на большие расстояния или планировать по воздуху.

### Препятствия
Древесные среды обитания часто содержат много препятствий, например в виде ветвей, препятствующих движению. В то время как препятствия, как правило, мешают животным с конечностями, они приносят пользу змеям, создавая дополнительные точки опоры.

### Анатомические адаптации
Древесные организмы демонстрируют многие специализации для работы с механическими проблемами передвижения через их среду обитания.
Древесные животные часто имеют удлиненные конечности, которые помогают им пересекать промежутки, добираться до плодов или других ресурсов, проверять прочность опоры впереди, а в некоторых случаях раскачиваться.
Небольшой размер предоставляет много преимуществ древесным видам: например, увеличение относительного размера ветвей к животному, низший центр массы, повышенная стабильность, меньшая масса (позволяет двигаться по меньшим ветвям) и способность передвигаться через более заполненную среду обитания. Размер, связанный с весом, влияет на скользящих животных, например, уменьшение веса — на длину морды для летающих лягушек.
Для наиболее быстрого и кратчайшего преодоления значительных промежутков между деревьями, некоторые животные, такие как белка-летяга, приспособились к планирующему полёту, для чего у них между конечностями развились специальные летательные перепонки. Некоторые животные могут замедлить свой спуск в воздухе с помощью метода, известного как прыжки с парашютом, например летающие лягушки (Rhacophorus), который имеет адаптированные мембраны пальцев ног, что позволяет медленнее падать после прыжка с деревьев.
Некоторые виды приматов, летучих мышей и все видов ленивцев достигают пассивной стабильности, зависая под ветвью.
Человекообразные обезьяны для передвижения по ветвям используют брахиацию, перемещение с помощью передних конечностей и раскачивания тела. При этом само животное висит под ветвями, за которые цепляется. Особенно этот способ передвижения усовершенствовали гиббоны, чьи передние конечности (руки) стали намного длиннее задних.

### Поведенческие адаптации
Многие виды змей ведут преимущественно древесный образ жизни, и некоторые из них развили специализированную мускулатуру для этой среды обитания. Передвигаясь по деревьям, змеи медленно двигаются вдоль голых ветвей, используя специальную форму передвижения — спиралеобразное, но когда вторичные ветви появляются из ветки, на которую двигаются, змеи используют боковую волнистость, гораздо более быстрый способ. Как следствие, змеи лучше работают в захламленной среде, тогда как организмы с конечностями, кажется, лучше всего двигаются в незасоренной среде.

### Эволюционная история
Самым древним известным лазившим по деревьям тетраподом является вараноподобный амниот Eoscansor из позднего каменноугольного периода (пенсильвания) Северной Америки, который четко специализировался на приспособлениях для хватания, вероятно, за стволы деревьев. Аномодонтный синапсид суминия, обитавший в позднем пермском периоде, примерно 260 миллионов лет назад, также, вероятно, был специализированным древолазом.

## Питание на деревьях
В лесных и редколесных регионах древесная среда обитания предоставляет населяющим её животным широкий спектр кормов: это плоды (фрукты, орехи и т. д.) самих деревьев и ассоциированных с ними растений (например, лиан), нектар и пыльца цветков деревьев, листва, молодые побеги, некоторые насекомые питаются самой древесиной; насекомоядные животные питаются обитающими в кронах и самой древесине насекомыми и другими беспозвоночными, для чего у некоторых из них развились узкоспециализированные анатомические адаптации (например, у дятлов и мадагаскарской руконожки); хищники охотятся на более мелких древесных обитателей. Примерно 20 % растительноядных млекопитающих питаются фруктами. Плодоядные животные могут приносить пользу плодоносящим деревьям, распространяя их семена при поедании плодов, либо наоборот, уничтожая семена при поедании или в процессе пищеварения. При этом питающиеся плодами животные очень зависят от обилия и питательного состава фруктов, доступность которых может изменяться в зависимости от сезона и даже в разные годы, поэтому плодоядные животные питаются плодами нескольких видов растений, иногда специально перемещаясь по лесу в поисках плодоносящих в данное время деревьев. Деревья же, будучи заинтересованными в распространении своих семян, но так, чтобы животные не съели их плоды раньше, чем семена в них дозреют, в процессе эволюции выработали цветовое и запаховое сигнализирование поедателям плодов о том, что фрукты уже спелые и имеют наибольшую питательность. Только по достижении семенами нужной степени зрелости мякоть плодов приобретает наибольшую вкусовую привлекательность для животных и питательность, как правило, становясь при этом более мягкой, сочной и сладкой, а кожица плодов становится наиболее ярко окрашенной (чаще всего в жёлтый, оранжевый либо красный цвета) и начинает источать привлекательный запах. Распространяемые животными семена фруктов часто приспособлены для выживания в процессе пищеварения плодоядных, имеют более толстые покровы. После прохождения через кишечник животного эти покровы под действием пищеварительных соков становятся более проницаемыми для воды, ростку легче прорасти через них. В свою очередь многие плодоядные животные имеют специализированные пищеварительные системы для переваривания фруктов, которые оставляют семена непереваренными. У некоторых видов птиц более короткий кишечник, чтобы быстро выводить семена из фруктов, в то время как у некоторых видов плодоядных летучих мышей кишечник длиннее. У некоторых плодоядных животных короткое время удерживания пищи в кишечнике, а другие могут изменять состав кишечных ферментов при употреблении в пищу различных видов фруктов.

## Размножение на деревьях
Обитающие на деревьях животные размножаются, как правило, также на деревьях. При этом часто для размножения используются специфические для этой среды обитания укрытия — дупла, естественные, образующиеся в основном в старых деревьях, либо выдолбленные некоторыми животными, например, дятлами. Множество птиц специально для этого строят на ветвях деревьев гнёзда различных типов: открытые, закрытые, подвешенные, индивидуальные, коллективные и т. д. Большинство таких птиц относится к птенцовому типу развития: у них небольшие яйца с малым запасом питательных веществ, а птенцы вылупляются не до конца сформированными — голыми, слепыми, глухими и совершенно неспособными отыскивать корм.
Многие обитающие на деревьях рептилии и амфибии также размножаются не спускаясь на землю: откладывают яйца в дуплах или под отставшей корой, выметывают икру на листья (иногда нависающие над водой) или в фитотельматы, образующиеся в розетках листьев древесных эпифитов.